# Open d'Angleterre de snooker seniors 2021
L'Open d'Angleterre seniors 2021 est un tournoi de snooker comptant pour la tournée mondiale seniors. L'épreuve devait initialement se tenir du 3 au 4 avril 2020 à Plymouth, en Angleterre. À cause du coronavirus, elle a été reportée pour avoir lieu les 3 et 4 septembre 2021. Parrainée par la société ROKiT Phones, l'événement compte 8 participants dans le tableau final, parmi les légendes du snooker. Il s'agit de la première édition de ce tournoi.
À cause des restrictions liées à la pandémie de COVID-19 et des nombreux reports, le tournoi a finalement été annulé.

## Dotation
La répartition des prix est la suivante :
- Vainqueur : £
- Finaliste : £
- Demi-finalistes : £
- Meilleur break : £
- Dotation totale : 20 000 £

## Qualifications
Ces rencontres se sont tenues du 6 au 8 mars 2020 au club de snooker Pot Black de Clacton-on-Sea en Angleterre. Les matchs ont été disputés au meilleur des cinq manches, puis au meilleur des sept manches à partir des demi-finales. Les joueurs se sont affrontés pour obtenir une place qualificative pour le tournoi à Plymouth.

### Quarts de finale
- Patsy Fagan 3-2  Stuart Watson
- Aaron Canavan 3-2  Gary Britton
- Michael Judge 3-0  Karl Townsend
- Wayne Cooper 3-1  Mark Gray

### Demi-finales
- Patsy Fagan 2-4  Aaron Canavan
- Michael Judge 4-3  Wayne Cooper

### Finale
- Aaron Canavan 2-4  Michael Judge

## Tableau
|  | Quarts de finale au meilleur des 5 manches | Quarts de finale au meilleur des 5 manches | Quarts de finale au meilleur des 5 manches |  |  | Demi-finales au meilleur des 5 manches | Demi-finales au meilleur des 5 manches | Demi-finales au meilleur des 5 manches |  |  | Finale au meilleur des 7 manches | Finale au meilleur des 7 manches | Finale au meilleur des 7 manches |
|  |                                            |                                            |                                            |  |  |                                        |                                        |                                        |  |  |                                  |                                  |                                  |
|  |                                            | Jimmy White                                |                                            |  |  |                                        |                                        |                                        |  |  |                                  |                                  |                                  |
|  |                                            | Michael Judge                              |                                            |  |  |                                        |                                        |                                        |  |  |                                  |                                  |                                  |
|  |                                            |                                            |                                            |  |  |                                        |                                        |                                        |  |  |                                  |                                  |                                  |
|  |                                            |                                            |                                            |  |  |                                        |                                        |                                        |  |  |                                  |                                  |                                  |
|  |                                            |                                            |                                            |  |  |                                        |                                        |                                        |  |  |                                  |                                  |                                  |
|  |                                            | John Parrott                               |                                            |  |  |                                        |                                        |                                        |  |  |                                  |                                  |                                  |
|  |                                            |                                            |                                            |  |  |                                        |                                        |                                        |  |  |                                  |                                  |                                  |
|  |                                            | Cliff Thorburn                             |                                            |  |  |                                        |                                        |                                        |  |  |                                  |                                  |                                  |
|  |                                            |                                            |                                            |  |  |                                        |                                        |                                        |  |  |                                  |                                  |                                  |
|  |                                            |                                            |                                            |  |  |                                        |                                        |                                        |  |  |                                  |                                  |                                  |
|  |                                            | Joe Johnson                                |                                            |  |  |                                        |                                        |                                        |  |  |                                  |                                  |                                  |
|  |                                            | Tony Knowles                               |                                            |  |  |                                        |                                        |                                        |  |  |                                  |                                  |                                  |
|  |                                            |                                            |                                            |  |  |                                        |                                        |                                        |  |  |                                  |                                  |                                  |
|  |                                            |                                            |                                            |  |  |                                        |                                        |                                        |  |  |                                  |                                  |                                  |
|  |                                            |                                            |                                            |  |  |                                        |                                        |                                        |  |  |                                  |                                  |                                  |
|  |                                            | Stephen Hendry                             |                                            |  |  |                                        |                                        |                                        |  |  |                                  |                                  |                                  |
|  |                                            |                                            |                                            |  |  |                                        |                                        |                                        |  |  |                                  |                                  |                                  |
|  |                                            |                                            |                                            |  |  |                                        |                                        |                                        |  |  |                                  |                                  |                                  |

## Finale
| Finale au meilleur des 7 manches Arbitre :  |                          |
|                                             | - ( - )                  |
|                                             | Centuries Meilleur break |
| ? remporte l'Open d'Angleterre seniors 2021 |                          |